# Tumiloto
Tumiloto ist eine Riffinsel im Riffsaum des Atolls Nukulaelae im Inselstaat Tuvalu.

## Geographie
Tumiloto bildet zusammen mit Niuoko und einigen winzigen Eilanden den östlichen Riffsaum des Atolls. Die Insel ist sehr langgestreckt und zieht sich leicht S-förmig von Norden nach Südosten. Von Kalilaia und Tapulaeani im Süden wird sie nur durch schmale Kanäle getrennt. Im Norden schließt sich nach Westen Motukatuli an. Die Insel ist mit Kokospalmen bepflanzt.